# Joseph Nathaniel France
Joseph Nathaniel France (16. září 1907 – 21. května 1997) byl politik a vůdce odborů Svatého Kryštofa a Nevisu. V letech 1946 až 1984 zastával funkci poslance v Národním shromáždění. Působil také jako ministr sociálních věcí ve vládě Paula Southwella. Byl také generálním tajemníkem odborů Svatého Kryštofa a Nevisu.

## Životopis

### Mládí
Joseph Nathaniel France se narodil 16. září 1907 ve vesnici Mount Lily na ostrově Nevis. Jeho rodiči byli Thomas France a jeho žena Mary. Ve třinácti letech přijel na Svatý Kryštof, aby strávil školní prázdniny se svými příbuznými v Basseterre. Před koncem prázdnin dostal nabídku na práci posla v Generální dobročinné asociaci Svatého Kryštofa a Nevisu (krátce zvané Unie), která se nacházela na ulici Cion Street poblíž West Square. Jeho rodiče s prací souhlasili pouze pod podmínkou, že bude pokračovat ve vzdělávání se na večerní škole Kamberer.

### Kariéra v odborech
Později začal France pracovat na tiskařském stroji v tiskárně Progressive Printery Ltd., která byla spojena s Unií. V roce 1921 začala tisknout The Union Messenger, který editoval J. Matthew Sebastian, otec budoucího generálního guvernéra Cuthberta Sebastiana. Tato publikace oslovila chudé a položila tak základ k založení Dělnické ligy Svatého Kryštofa. Ta byla založena roku 1932 a později se stala Labouristickou stranou Svatého Kryštofa a Nevisu.
Poté, co France absolvoval večerní školu založenou Sebastianem a stal se jedním z prvních členů Dělnické ligy, se France aktivně účastnil vzdělávacích programů pro pracující třídu, veřejných shromáždění, distribuce letáků a socialistické literatury, podával petice britským úředníkům a odvolání ke koloniálním úřadům. O několik let později byl France zvolen do správní rady Dělnické ligy, což mu poskytlo velké příležitosti k vlastní i společenské seberealizaci, stal se členem literární společnosti, začal se věnovat poezii, organizoval hudební večery, hrál na klavír a klarinet. Pracoval také jako hudební doprovod při promítání němých filmů v místním kině Apollo.
Zároveň France patřil mezi labouristy v popředí boje za práva pracujících a sehrál roli mírotvůrce během Buckleyho nepokojů v roce 1935. Ty vypukly kvůli porušování práv dělnické třídy na vyšší mzdy na cukrových plantážích ze strany majitelů plantáží. France cestoval po ostrovu a vyzýval dělníky k protestům bez násilí, čímž se stal známým a respektovaným, mírumilovným, ale vytrvalým bojovníkem za práva dělnické třídy.
V roce 1938 byl France zvolen tajemníkem Dělnické ligy a stal se členem její delegace, která předkládala Královské západoindické komisi důkazy o sociálních a ekonomických podmínkách v Britské Západní Indii. Zasazoval se o přijetí odborových zákonů, zavedení odškodnění zraněných pracovníků, přerozdělení půdy, demolici slumů a zlepšení přístupu ke zdravotnickým a vzdělávacím zařízením. Od roku 1940, po přijetí nového zákona o odborech, mohly odbory fungovat bez zákonných omezení a France byl následně zvolen prvním generálním tajemníkem Odborového svazu Svatého Kryštofa a Nevisu. Tuto pozici poté zastával až do své smrti. Účastnil se usmiřovacích jednání a také několikrát zastupoval svaz v zahraničí. Po Sebastianově smrti v roce 1944 redigoval až do 60. let 20. století The Union Messenger. V letech 1942 až 1956 redigoval i Workers Weekly. Funkci tajemníka Dělnické ligy zastával do roku 1993.

### Politická kariéra
V roce 1946 byl France poprvé zvolen do parlamentu Svatého Kryštofa a Nevisu, jako jeden ze tří zvolených zástupců ze Svatého Kryštofa (dalšími dvěma byli Robert Llewellyn Bradshaw a Maurice H. Davis, který se později stal předsedou Nejvyššího soudu Západní Indie). Po zavedení všeobecného volebního práva bez ohledu na rasu nebo třídu byl France opakovaně znovu volen do parlamentu za volební obvod Západní Basseterre. Stalo se tak v letech 1952, 1957, 1961, 1966, 1971, 1975, 1980 a 1984. V roce 1989 se stáhl z aktivního politického života. Byl nejdéle sloužícím poslancem parlamentu v anglicky mluvící části Karibiku.

#### Místo ve vládě
Od roku 1952 byl France "členem sociálních služeb" a po vytvoření výkonné vlády v roce 1960 za labouristické administrativy předsedy vlády Paula Southwella se stal ministrem sociálních služeb s odpovědností za školství, zdravotnictví a sociální věci. V této pozici pomohl vytvořit Národní pojišťovací fond, podílel se na zavedení povinné minimální mzdy pro domácí pracovníky a prodavače, reguloval získávání půdy pro pěstování cukrové třtiny, reorganizoval vzdělávací systém, plně se věnoval pokrokovému hnutí a péči o chudé a znevýhodněné obyvatele země. V roce 1968 byla na jeho počest pojmenována nově otevřená nemocnice v Basseterre. Z funkce ministra rezignoval poté, co Svatý Kryštof a Nevis získal od Spojeného království plnou autonomii, tedy v roce 1967.

### Konec života
Joseph Nathaniel France zemřel dne 21. května 1997. Podle Vance Gilberta, který vedl vzpomínkovou mši ve farním kostele svatého Pavla, byl France oddaný nezištné službě zájmům společnosti a státu, vedl asketický životní styl, byl skromným a tichým mužem, jehož politické myšlenky a přesvědčení pramenily z pečlivého postoje k zemi a lidem. Jeho pohřeb se konal na hřbitově Springfield v Basseterre.

## Vyznamenání
- rytíř komandér Řádu svatého Michala a svatého Jiří – Spojené království, 1996[9]
- Řád národního hrdiny – Svatý Kryštof a Nevis, 2004[10]
- na jeho počest byla ve Svatém Kryštofu a Nevisu pojmenována všeobecná nemocnice[11]